# Língua komo
Komo é um língua nilo-saariana falada pelo povo Kuama da Etiópia, Sudão e Sudão do Sul. faz parte do grupo das línguas koman. A língua também é conhecida como Madiin, Koma, Koma do Sul, Koma Central, Gokwom e Hayahaya. Muitos indivíduos de Komo são multilíngues porque estão em proximidade de falantes das línguas mao,  Kuama e  Oromo. Komo está intimamente relacionado com a língua kuama, íngua falada por um grupo que vive na mesma região da Etiópia e que também se identifica como étnicamente Komo. Alguns falantes de Komo e Kuama reconhecem a distinção entre as duas línguas e cultura, enquanto algumas pessoas vêem isso como uma comunidade "etnolinguística". O recenseamento etíope de 2007 não menciona Kuama e, por esse motivo, sua estimativa de 8 mil falantes do Komo pode ser imprecisa. Uma estimativa mais antiga de 1971 coloca o número de falantes da Komo na Etiópia em 1.500. A linguagem Komo está muito pouco estudada; Mais informações estão sendo reveladas quando os pesquisadores estão descobrindo mais dados sobre outros idiomas dentro da família Koman

## História
Muitos dos Komo são multilíngües porque estão próximos de falantes das línguas Mao, Kuama e Oromo. "Komo e Mao" eram termos ambíguos e linguísticamente confusos até se tornarem os termos oficiais usados na Zona Asosa da Região de Benishangul-Gumaz). Embora Komo e Kwama sejam reconhecidos como dois ramos diferentes das línguas Proto-Koman, houve debates contínuos e confusão sobre a identidade étnica das duas variedades de fala.

## Geografia
Na Etiópia, a maioria dos falantes estão localizados em Benishangul-Gumaz, especificamente no woreda especial de Mao-Komo No entanto, há também alguns na Região de Gambela.No Sudão podem ser encontradoos no estado de Nilo Azul e no Sudão do Sul, Alto Nilo (Sudão do Sul). Outras línguas Koman, que são todas faladas ao longo das fronteiras da Etiópia, do Sudão e do Sudão do Sul, são Uduk, Opuo e Kuama também como uma possível língua Koman já extinta, Gule. No entanto, há algum debate se kuama e Komo são duas línguas separadas ou dois dialetos da mesma língua, essa confusão vem do fato de que Kuama também pode ser conhecido como "Kwama" ou a palavra pode ser a palavra do idioma Kuama referente à linguagem Komo; enquanto os pesquisadores não concordam com esSe ponto, eles concordam definitivamente que é necessária mais pesquisa sobre esse assunto.
A maioria das pesquisas sobre o Komo ocorre na Etiópia.

## Fonologia
Foram publicados dois levantamentos fonológicos do Komo, com algum grau de desacordo entre os dois. Os dados abaixo são dos mais recentes dos dois, publicados em 2006.

### Consoantes
A tabela a seguir fornece um resumo das consoantes encontradas em Komo
|                     | Bilabial | Bilabial | Bilabial | Alveolar | Alveolar  | Alveolar | Alveolar | Palatal | Velar  | Velar | Velar   | Glotal |
| ------------------- | -------- | -------- | -------- | -------- | --------- | -------- | -------- | ------- | ------ | ----- | ------- | ------ |
|                     | Sonora   | Surda    | Ejetiva  | Sonora   | Implosiva | Surda    | Ejetiva  | Surda   | Sonora | Surda | Ejetiva | Surda  |
| Oclusiva            | b        | p        | p'       | d        | ɗ         | t        | t'       |         | g      | k     | k'      | ʔ      |
| Fricativa           |          | f        |          | z        |           | s        | s'       |         |        |       |         | h      |
| Nasal               | m        |          |          | n        |           |          |          |         | ŋ      |       |         |        |
| Aproximante         | w        |          |          | ɹ        |           |          |          | j       |        |       |         |        |
| Lateral Aproximante |          |          |          | l        |           |          |          |         |        |       |         |        |

A implosiva alveolar sonoroa [ɗ] não ocorre no final da palavra em Komo, e a velar nasal [ŋ] não ocorre no início da palavra. Houve casos de uma nasal palatal [ɲ] e um\ vobranteo alveolar [r] ocorrendo na posição medial, no entanto, estes não são considerados fonemas distintos, mas sim o resultado de processos fonológicos
A geminação de consoantes de uma no meio de uma palavra é comum em Komo, porém não é fonologicamente significativa e, portanto, opcional. Não é permitisa na palavra em posições inicial ou final.
Os grupos de consoantes só são permitidos no meio das palavras em Komo, e podem incluir um máximo de duas consoantes.

### Vogais
A tabela a seguir fornece um resumo das vogais fonêmicas encontradas em Komo.
|         | Frontal | Central | Posterior |
| ------- | ------- | ------- | --------- |
| Fechada | i, ɪ    |         | u, ʊ      |
| Média   | ɛ       |         | ɔ         |
| Aberta  |         | a       |           |

Komo exibe um inventário contrastivo de sete vogais / i, ɪ, ɛ, a, ɔ, u / com contraste Advanced Tongue Root [ATR] nas vogais altas e um sistema de harmonia ATR tipologicamente incomum e não atestado. O primeiro processo é antecipatório, uma vogal [+ alta, + ATR] / i, u / faz uma vogal [-high, -ATR] precedente / ɛ, a, ɔ / para assimilar a [+ ATR] e a superfície como alofones [e, ə, o], respectivamente. O segundo processo é progressivo e uma [+ alta, -ATR] vogal / ɪ, ʊ / faz com que a seguinte [+ alta, + ATR] vogal possa aparecer como [+ ATR]. A extensão da vogal não é fonologicamente significativa em Komo.

### Tons
Os tons também desempenham um papel importante em Komo. Existem 3 níveis de tom em Komo, baixo (L), médio (M) e alto (H). O tom alto desempenha um papel na morfologia verbal. A maioria das raízes verbais em Komo são monossilábicas em um dos três tons e, quando inflecta com um único argumento, apresentam um padrão de melodia tonal. Dependendo da classe do verbo, o tom do verbo da raiz pode mudar de acordo com o tom dos morfemas que se anexam a ele em relação à sua classe.

### Sílabas
Tanto as codas quanto os iniciais são opcionais no Komo, portanto, o Komo permite os seguintes tipos de sílabas:
- V
- CV
- VC
- CVC

## Ortografia
Uma ortografia para a língua Komo foi construída conclusivamente, a qual é baseada no alfabeto latino.
Vogais: a, e, i, ɨ, o, u, ʉ
Consoantes: p, b, pp, m, w, t, d, tt, dd, ss, z, n, r, l, sh, y, k, g, kk, h.
Na ortografia, as consoantes duplas indicam os sons de ejetivas ou implosivas. A combinação de letras "sh" denota a fricativa palatal.

## Gramática
A seguir uma visão geral de um esboço gramatical de Komo. Está organizada de uma forma que siga a estrutura do idioma.

### Substantivos
Um substantivo é chamado de "zaga". A maioria dos substantivos na língua Komo não possui um número inerente, tendo um significado geral singular ou plural. Exemplo:
- Cão(s)= kʼáw
- Cabeça(s)= k'up

Existem certos substantivos que são especificamente singulares ou plurais:
- Homem= yiba
- Mulher= bamit
- Pessoas= giba

Os nomes de Komo distinguem principalmente gênero em termos masculino e feminino.

#### Número
O número na língua Komo correlaciona-se com o gênero do substantivo. Conforme mostrado no gráfico, os substantivos singulares são precedidos por um "a". A forma plural destes substantivos é, em alguns casos, precedida por "gu".
|          | Marcador | Examplo                   |
| -------- | -------- | ------------------------- |
| singular | a        | a waga, a ton, kuman      |
| plural   | gu       | gu waga, gu ton, gu kuman |

#### Frases nominais
A ordem dos elementos em uma frase nominal é a seguinte: substantivo - expressão modificadora - numeral - demonstrativo. Essa ordem não pode ser alterada, especialmente porque os números não devem vir antes de expressões modificadoras. A seguinte frase fornece um exemplo de uma frase nominal completa:
- gʉ giba bbissina um prato ba  (esses três homens fortes)

### Adjetivos
Os adjetivos na língua Komo, conhecidos como expressões modificadoras, são palavras descritivas que podem ser adicionadas para definir o substantivo. Os adjetivos descrevem qualidades particulares, como o aspecto, a forma, o som, o gosto ou o tamanho do substantivo. Na língua Komo, os adjetivos aparecem após o substantivo que eles modificam e concordam com o gênero e o número do substantivo.. Below are a few examples of adjectives with the noun it modifies:
- paarsha basara- um belo cavalo
- she ppatana- um dente branco
- yi gwaz tʉlira- um rapaz alto

Os pronomes são palavras ou frases que tomam o lugar dos substantivos. Na língua Komo, existem oito pronomes pessoais diferentes com quatro pronomes singulares e quatro pronomes plurais. O seguinte quadro mostra os 8 pronomes pessoais:
| Singular                |               | Plural                 |                 |
| ----------------------- | ------------- | ---------------------- | --------------- |
| aka (payā)              | Eu (ran)      | ana/amʉn (payá, payan) | Nós (ran)       |
| ay (payi)               | Você (ran)    | ʉm (payim)             | Vocês (ran)     |
| har/happ(payir, payipp) | Ele/Ela (ran) | hʉn (payin)            | Eles/Elas (ran) |

A linguagem Komo também usa pronomes possessivos para mostrar a propriedade. Normalmente, em uma estrutura de oração, a palavra "' ba "' vem entre o substantivo possuído e o nome do possuidor. Essa palavra particular indica ao leitor que está sendo descrita uma relação entre dois substantivos. Exemplo:
- gubi ba bbamit (casa da mulher)
- gʉ kura ba Asadik (asnos de Asadik)

### Verbos
Na linguagem Komo, um verbo ou "kam yay" é o fundamento ou chave mestra na formação de uma frase adequada. Um verbo descreve uma ação, estado, processo, evento ou qualidade. Em frases, o verbo concorda com os sujeito. Por exemplo, um sujeito que esteja na 1 ª pessoa singular precisa ter o verbo seguir na 1 ª pessoa do singular.
O quadro a seguir exibe um verbo com marcadores para todas as pessoas: 
| Aka unā pay  | I Eu vou correr. | Ana unà pay   | Nós vamos correr. |
| Ay ui pay    | Você vai correr. | Amun unam pay | Vocês vão correr. |
| Har ur pay   | Ele vai correr.  | Um um pay     | Ele vão correr    |
| Happ upp pay | Ela vai correr.  | Hun un pay    | Elas vão correr   |

No que se refere à estrutura verbal da língua Komo, todos os verbos finitos podem ser estruturados com um sufixo de Aspecto Direciona. O AD é seguido por sufixos de Ligação Pronominal (BP) que classificam pessoa, número e gênero.
O diagrama a seguir exibe um diagrama de classes para os morfemas segmentados incorporando um verbo Komo:
| STEM | -AD | -BP (1) | -BP (2) | -BP (3) |

### Morfologia
A linguagem Komo depende da morfologia direcional. Esses morfemas direcionais anexados aos verbos numa estrutura de sentença não são tipicamente usados, mas são comuns entre as línguas nilo-saharianas. Esses morfemas codificam uma ampla seleção de funções além de uma direção de movimento. Os morfemas de AD ajudam a codificar o tempo e a direção do movimento como as palavras "'"para" e " por"". Os morfemas AD também podem codificar a localização também.
- sɔ̀kɔ́n      ìp-ì-p'                              ìyyà      ɪ́ma
- PROG    beber.SG-AD1-3SG.F      água   lá
- Ela está bebendo água lá. (Ela está lá = no lugar de beber água)

## Sociolinguística
A região da Etiópia Ocidental e o Sudão Oriental acolhe muitos grupos étnicos e linguísticos, muitos dos quais estão intimamente relacionados, portanto muitos estudos sociológicos e linguísticos da região se contradizem. Grande parte da confusão surge da identidade étnica versus identidade linguística, que pode usar as mesmas palavras. Além disso, existe uma disparidade entre identificação pessoal e identificação externa. Os palestrantes de Komo se identificam como étnicamente Komo e geralmente são identificados por outros como também como Komo; No entanto, falantes de Gwama podem se auto-identificar como sendo Kika ou etnicamente Mao, e geralmente são identificados como étnicamente Komo pelo governo. Gwama e Komo são linguagens relacionadas, tendo cerca de 30% de cognatos uns com os outros, porém não são mutuamente inteligíveis.
A língua Komo é mencionada na constituição do estado de Benishangul-Gumuz na Etiópia e, portanto, é realmente garantido maior prestígio do que outras línguas circundantes. Além disso, por isso, é incluído como parte de uma iniciativa de educação multilingue na região. A maioria da educação está na região está em Ahmárico, a língua oficial do estado e do país, no entanto, o grupo étnico Komo tem o direito de receber uma educação em Komo. Algumas oficinas de escrita foram executadas na língua Komo, e uma ortografia foi decididamente definida, embora muitos falantes do Komo permaneçam analfabetos. Embora Komo pareça ser politicamente mais prestigiado, geralmente é uma língua minoritária nas aldeias com uma maioria falante Gwama e a maioria dos falantes Komo são bilíngües em Gwama. É importante notar que esta situação parece ser revertida no Sudão, onde os falantes da Komo superam em número os falantes de Gwama.
A maioria dos falantes da Komo são bilíngües, porque vivem em proximidade de muitos outros grupos linguísticos e, pelo menos, onde a pesquisa foi realizada na Etiópia, não existem bolsões geográficos nos quais Komo é falado exclusivamente. Em geral, as línguas em que os falantes de Komo podem ser bilingues são: Kwama (Gwama), Oromo ou Amárico têm alto prestígio entre os falantes da Komo, bem como falantes de outras línguas minoritárias na região. As mulheres são mais propensas a ser monolíngües do que os homens, e as pessoas mais jovens são mais propensas a ser bilíngues. O grupo lingüístico Komo não tem dúvidas quanto ao casamento entre pessoas com outros grupos linguísticos.

## Amostra de texto
Ttayitato ba gʉkura hʉn gɨkkaw gɨme: Gʉ kura gɨ kkaw gɨ me ɨn kʉma mada koagɨ. Gɨbeni a dder yiba haʉr gɨ dududu. Hʉn dosha bbʉgɨshar ɨ kɨm kʉma. Gɨbeni, golin ɨ mɨshɨdududu. Ma ɨgɨ, ɨ kɛn. Lumʉn kʉma kkassɨ. Gɨbeni a kura kɨɨkɨr giza gɨ kɨɨtaman ba dududu. Giza bɨr da ayn, tutʉgarɨ. A kkaw ma kɨɨkɨrgɨ giza, giza bɨr da ayn, bashgarɨ tutʉ. A me shɨ, midapp giza, boipp ɨ pog ba kkaw. Gɨbeni a kura da yɨlɨrgɨ dududu, bashir pay, yar dan. A kkaw shɨ da yɨlɨrgɨ dududu, uta gʉppɨrɨ dan. A me da yɨlɨppgɨ dududu paa boipp.
Português
Asno, cão e cabra: Um asno, um cão e uma cabra foram a um funeral. Então, o homem entrou em um carro. Pararam e esperaram por ele. Então entraram no carro. Depois da viagem, eles chegaram. Eles saltaram. Então, o asno pagou o motorista. O troco mudança foi devolvido a ele. Quando o cão pagou, seu troco não foi devolvido a ele. A cabra não tinha dinheiro, ela se escondeu atrás do cão. Então, um asno não corre quando vê um carro, ele caminha livremente. Um cão, no entanto, quando ele vê um carro, apenas o persegue e ladra. A cabra foge com medo quando vê um carro.